# Incidente ovni de las islas Trinidad y Martín Vaz

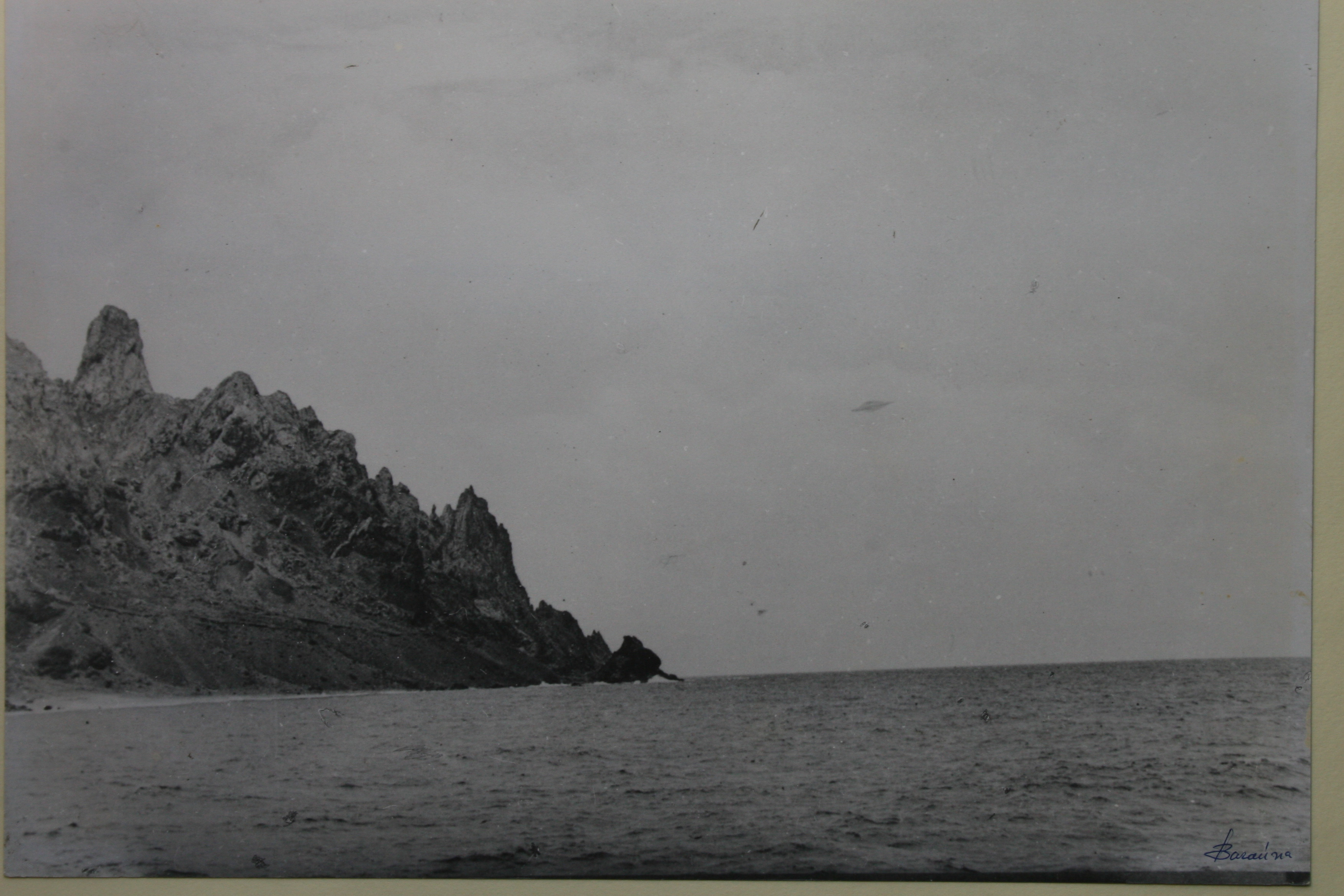
Imagen del presunto ovni captado en 1958. El objeto es el pequeño punto gris, a la derecha del centro de la imagen.

El incidente ovni de las islas Trinidad y Martín Vaz hace referencia a un falso avistamiento de un presunto objeto volador no identificado que se afirmó ver en el cielo de la isla Trinidad, del archipiélago brasileño Trinidad y Martín Vaz, el 16 de enero de 1958. El incidente se confirmó medio siglo después, tras reconocerse el engaño.

## Incidente
A mediodía del 16 de enero de 1958, el buque brasileño Almirante Saldanha se disponía a salir de puerto desde la isla de Trinidad, frente a las costas del estado brasileño de Espírito Santo, para participar en un proyecto asociado al Año Geofísico Internacional. Entre la tripulación se encontraba el fotógrafo Almiro Baraúna, quien afirmó haber capturado varias fotografías de un ovni durante el viaje. Los investigadores, incluidos los asociados con el Proyecto Libro Azul de la Fuerza Aérea de los Estados Unidos, informaron que el incidente fue un engaño y que las fotos habían sido manipuladas. En 2010 se admitió que la fotografía era trucada y que había sido un engaño.

## El caso

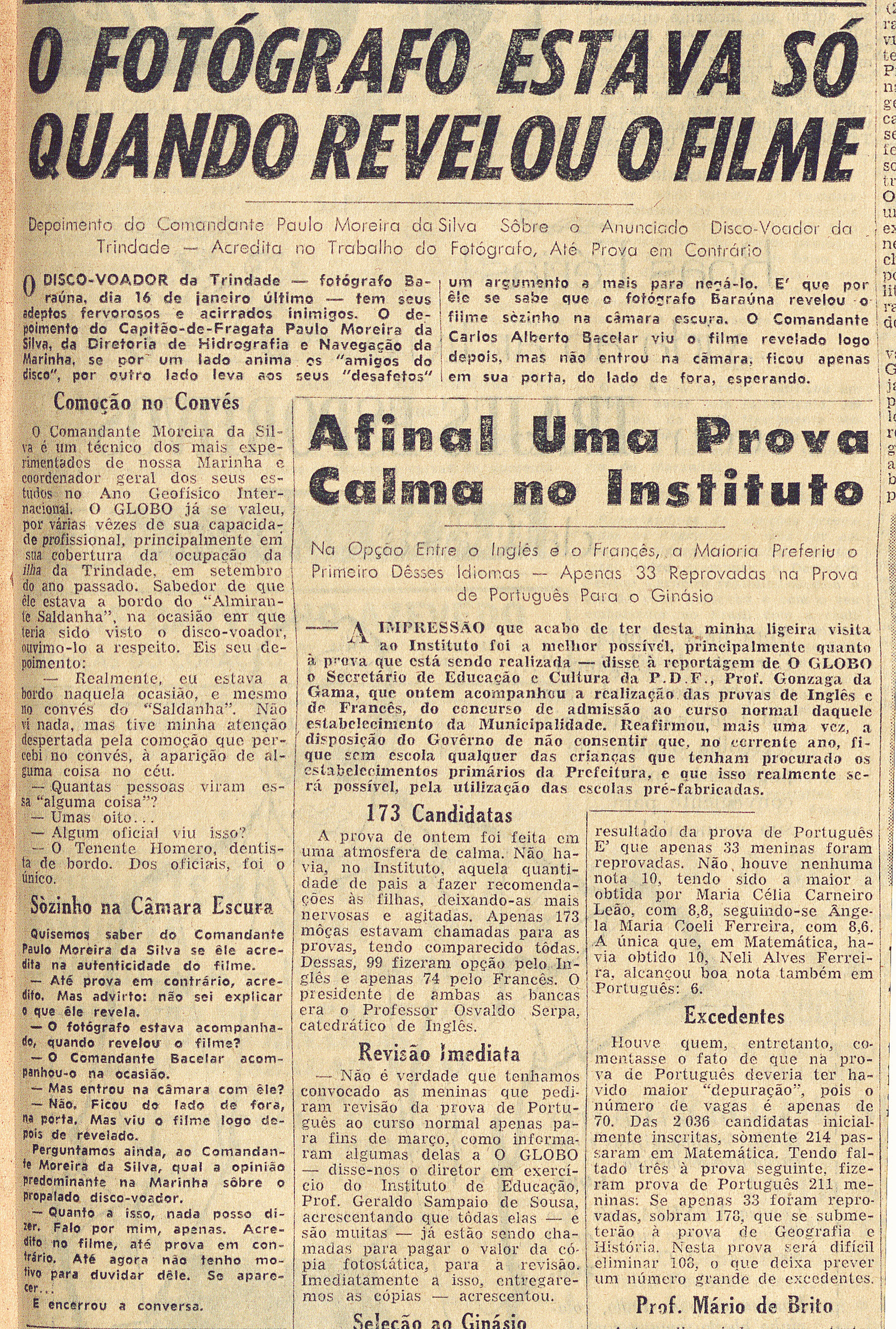
Noticia del diario O Globo el 26 de febrero de 1958, donde se registra que Almiro Baraúna se encontraba solo cuando reveló la película fotográfica.

El 16 de enero de 1958, el fotógrafo brasileño Almiro Baraúna (30 de abril de 1916 - 29 de julio de 2000), entonces de 42 años, había sido invitado por la armada brasileña para participar en investigaciones oceanográficas sobre la isla Trinidad, en la costa de Espírito Santo, tomando fotografías submarinas. Ese día afirmó haber tomado cuatro imágenes de una nave espacial discoide sobrevolando la isla. La película fue revelada en la enfermería del barco, improvisada como laboratorio, pero debido a las reducidas dimensiones de los negativos, el presunto objeto no pudo ser visto por ninguno de los presentes, solo mostrándose un ínfimo punto en las imágenes. Días después, Baraúna presentó a la prensa fotografías positivas y ampliadas alegando ser del objeto, y el caso ganó repercusión internacional. En una carta fechada el 30 de enero de 1967, nueve años después del episodio, describió cómo había sido el supuesto avistamiento.

## Contradicciones y polémica
Las declaraciones de los testigos del incidente fueron bastante contradictorias. El militar José Teobaldo Brandão Viegas (1919-2000), instructor del Aeroclube Niterói, dijo que Baraúna se encerró en el improvisado laboratorio del barco para revelar la película en compañía del comandante Carlos Alberto Ferreira Bacellar (1924-1998), algo que fue negado por el propio comandante.
Baraúna, por otro lado, a menudo se confundía, exageraba los hechos o mentía deliberadamente. Como expuso en una carta de 1967, por ejemplo, dijo que "unas cincuenta personas" vieron el ovni. Pero en ese momento, el capitán de fragata Paulo de Castro Moreira da Silva, quien se encontraba a bordo del Almirante Saldanha dijo al diario O Globo que, de los oficiales, el único que confirmó la comparecencia fue el teniente Homero Ribeiro, y que en total sólo "unas ocho" personas habrían visto algo.
Documentos recuperados en abril de 2011 de los archivos de la Marina de Brasil, no hechos públicos, informaban que tras el proceso de revelado del negativo a bordo del barco, Bacellar vio manchas en solo tres placas de la película (no en cuatro como dijo), y permitió a Baraúna que se llevara los negativos a casa después de que el barco atracara en Río de Janeiro, dejando así al fotógrafo libre de cualquier inspección que impidiera un eventual montaje. Para darle credibilidad a la historia, y para vender las fotografías a buen precio -como terminó consiguiendo- Baraúna dijo a la prensa, en repetidas ocasiones, que los registros ovni ya habían sido autenticados en dos análisis independientes.
Posteriormente, las fotografías fueron examinadas por la USAF, más concretamente por científicos del Proyecto Libro Azul, quienes las consideraron fraudulentas. El análisis de las imágenes mostró que el objeto visualizado tenía poco contraste y ninguna sombra en el sol del mediodía, y también parecía estar invertido en una fotografía en comparación con las otras.

## Confesión de montaje y análisis
El 15 de agosto de 2010, el programa Fantástico, emitido por TV Globo, dio a conocer cómo habría sido preparado las fotografías del supuesto objeto volador de la isla Trinidad. El equipo del programa descubrió a la publicista Emília Bittencourt, amiga de Baraúna, quien relató lo que escuchó de la propia boca del fotógrafo: “Tomó dos cucharas de cocina, juntó e improvisó una nave espacial y usó el refrigerador de la casa como telón de fondo de él. Fotografió el objeto con la iluminación perfecta en la puerta del frigorífico. Se rio mucho de eso", dijo.
En enero de 2011, un sobrino de Almiro Baraúna, de 69 años, y también fotógrafo, también reveló que escuchó del propio Baraúna la historia de cómo sucedió todo y cómo su tío había realizado el montaje de las fotografías del platillo volante en el laboratorio de su casa. así como quién regresó del viaje a la isla Trinidad.